# Verena Breitenbach
Verena Breitenbach (* 1963 in Ehingen an der Donau) ist eine deutsche Ärztin, Autorin und Referentin. Sie trat in Fernsehen, Hörfunk und Printmedien als Expertin für Gesundheitsthemen, überwiegend zu Themen der Frauenheilkunde auf.

## Leben
Verena Breitenbach studierte Humanmedizin in Ulm, an der Johns Hopkins University in Baltimore, am Guy’s Hospital in London sowie am Lehrkrankenhaus St. Gallen in der Schweiz. Sie machte ein US-amerikanisches Staatsexamen und promovierte 1990.
Die Facharztausbildung für Gynäkologie und Geburtshilfe erfolgte an der Universitätsfrauenklinik der LMU in München und am Akademischen Lehrkrankenhaus der Technische Universität München. Ab 1996 absolvierte Breitenbach Zusatzausbildungen in Zytologie, Onkologie, Labormedizin, Psychosomatik, Naturheilverfahren und Entspannungsverfahren.
Seit 2001 praktiziert sie als niedergelassene Gynäkologin in Ehingen in der Nähe von Ulm mit den Schwerpunkten Ganzheitliche Medizin, Naturheilkunde, Homöopathie, Psychosomatik, Entspannungsverfahren, Onkologie, Zytodiagnostik sowie einer sexualmedizinischen Sprechstunde.

## Medienpräsenz
Breitenbach war seit Oktober 2002 Protagonistin der Scripted-Reality-Sendung Dr. Verena Breitenbach. Aufgrund schwacher Quoten wurde die Sendung, nachdem die letzte Sendung am 5. Mai 2003 ausgestrahlt wurde, wieder abgesetzt. Zuvor war sie bereits in anderen Formaten auf ProSieben als Gast zu sehen (Nicole – Entscheidung am Nachmittag, Absolut Schlegl). Breitenbach veröffentlichte mehrere Bücher und ist weiterhin für verschiedene Medien als gynäkologische und journalistische Expertin tätig. Hierzu gehören u. a. Glamour, Petra, Bunte, Bravo, Eltern, Marie Claire, Freundin, Ärzte Zeitung sowie Hair Biology.

## Veröffentlichungen
Bücher
- Ganz intim (2020)
- Die Liebe siegt: Heimatroman (2020)
- Lust & Liebe (2016)

- Women’s Secrets (2015)
- Endlich Gesund! Erfahrungen mit Magnetschmuck & -accessoires (2014)
- Weibliche Lust ohne Tabus (Kösel, 2013)
- Prinzessin Carlotta – oder wie man glücklich ist (2013)
- Gebete für Frauen (2012)
- Frau sein! (2010)
- Spüre deine Urkraft! Die Intuitionsmethode (2009)
- Gedichte von der Liebe (2006)
- Endlich gut drauf! (2006)
- Das Buch von Schwangerschaft und Geburt (2004)
- Woman: Body and Soul (2003)

CDs
- Alb-Meditationen (2018)
- Anti-Stress-Training (2010)
- Krebs (2008)
- Autogenes Training in der Schwangerschaft (2008)
- Autogenes Training in den Wechseljahren (2008)
- Autogenes Training bei Krebserkrankungen (2008)
- Schwangerschaft (2008)
- Wechseljahre (2008)
- Entspannungs-CD (2007)